# Az Oregoni Állami Egyetem története

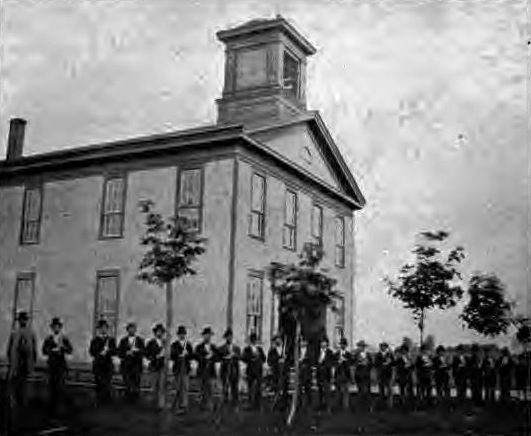
1876-ban

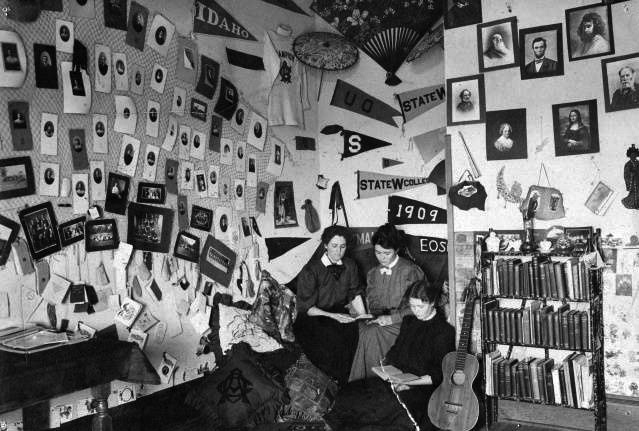
Női kollégiumi szoba 1905-ben

Az Oregoni Állami Egyetemet 1856-ban alapították középiskolaként és egyetemi előkészítőként; később Oregon Territórium első felsőoktatási intézménye lett. Oregon megalapítását követően a Morrill-törvények részeként kiutalt támogatásokkal az állam kijelölt mezőgazdasági főiskolája lett. Egyépületes campusa 2023-ra 2,34 km2-esre nőtt.

## Corvallisi Főiskola
A szabadkőművesek jelentős szerepet játszottak az 1856 és 1858 között működő Corvallis Academy, valamint a későbbi főiskola létrejöttében. Az intézmény első tanára John Wesley Johnson, Oregon oktatásának jelentős alakja volt. Az iskola egy évtizeden belül a metodistákhoz került, első rektora William A. Finley lett.

## Államosítás
Az 1868-ban az állam mezőgazdasági intézeteként kijelölt Corvallisi Főiskola felsőoktatási intézményi státuszát az egyház kérésére 1868-ban szerezte meg. 1873-ban az oregoni törvényhozás jóváhagyásával az államban elsőként indított mezőgazdasági képzést. 1885-ben teljesen állami irányítás alá került, 1889-ben pedig eredeti épületét lebontották. 1888-tól Oregoni Mezőgazdasági Főiskolaként hivatkoztak rá, de az elnevezés csak 1907-ben vált hivatalossá.
Az 1934-ben Mary J. L. McDonald adományából megvásárolt területen alakították ki a Peavy Arborétumot.

## Oregoni Állami Főiskola/Egyetem
1936-ban neve Oregoni Állami Főiskola lett. 1946-ban a haditengerészet, 1949-ben pedig a légierő is kadétképzőt indított.
Az 1960-as években elsősorban mezőgazdasági és mérnöki képzések indultak, de a bölcsészettudomány is fontos szerepet játszott. Bernard Malamud A New Life című regénye alapjául az OSU-n oktatóként töltött évei szolgáltak, The Natural című könyvét pedig az iskola 1952-es sportgyőzelme inspirálta.
1961. március 6-án az intézmény felvette mai nevét. Az 1963-ban átadott William Jasper Kerr Könyvtárat kétszer kibővítették, és 1999-ben The Valley Libraryre nevezték át.

## Rektorok listája
A rektori pozíciót 1865-ben hozták létre. Felettese korábban az intézmény igazgatótanácsa, majd az Oregoni Egyetemrendszer létrejötte óta annak kancellárja.
- William A. Finley (1865–1872)
- Joseph Emery (1872, ideiglenesen)
- Benjamin Lee Arnold (1872–1892)
- John D. Letcher (1892, ideiglenesen)
- John M. Bloss (1892–1896)
- H. B. Miller (1896–1897)
- Thomas Milton Gatch (1897–1907)
- William Jasper Kerr (1907–1932)
- George W. Peavy (1932–1934, ideiglenesen; 1934–1940)
- Frank Llewellyn Ballard (1940–1941)
- Francois Archibald Gilfillan (1941–1942, ideiglenesen)
- August Leroy Strand (1942–1961)
- James Herbert Jensen (1961–1969)
- Roy Alton Young (1969–1970, ideiglenesen)
- Robert W. MacVicar (1970–1984)
- John V. Byrne (1984–1995)
- Paul G. Risser (1996–2002)
- Timothy P. White (2003, ideiglenesen)
- Ed Ray (2003–2020)
- F. King Alexander (2020–2021)
- Rebecca Johnson (2021–2022)
- Jayathi Murthy (2022–)

## Fordítás
- Ez a szócikk részben vagy egészben  a   History of Oregon State University című angol Wikipédia-szócikk ezen változatának fordításán alapul.  Az eredeti cikk szerkesztőit annak laptörténete sorolja fel. Ez a jelzés csupán a megfogalmazás eredetét és a szerzői jogokat jelzi, nem szolgál a cikkben szereplő információk forrásmegjelöléseként.